# Xã Reno, Quận Pope, Minnesota
Xã Reno (tiếng Anh: Reno Township) là một xã thuộc quận Pope, tiểu bang Minnesota, Hoa Kỳ. Năm 2010, dân số của xã này là 397 người.